# Raúl González Triana
Raúl Valentín González Triana, né le 14 février 1968 à Ciego de Ávila, est un entraîneur cubain de football. Ancien défenseur, il a été à trois reprises sélectionneur national de l'équipe de Cuba.

## Biographie
González Triana prend les rênes de la sélection de Cuba à deux reprises, lors des Gold Cup 2007 et 2011, sans pouvoir franchir le 1er tour à chaque fois. Lors de la saison 2009-10, il cumule les fonctions de sélectionneur national et entraîneur du FC Ciego de Ávila, et remporte avec ce dernier le championnat de Cuba de football.
Il a aussi entraîné l'équipe de Cuba des moins de 20 ans durant la Coupe du monde U-20 2013 en Turquie (élimination au 1er tour). L'année suivante, il participa aux Jeux d'Amérique centrale et des Caraïbes de Veracruz (Mexique) où il décrocha la médaille de bronze avec les U-21.
Le 14 mai 2015, il revient à la tête de l'équipe senior, en remplacement de Walter Benítez. Quatre jours plus tard, il est jugé coupable d'un comportement raciste à l'égard d'un arbitre alors qu'il entraînait les espoirs durant les Jeux d'Amérique centrale et des Caraïbes de 2014, ce qui lui vaut une suspension de 5 matchs et une mise à l'amende par la CONCACAF. 
Malgré l'élimination prématurée des Cubains aux mains de Curaçao, dès le 2e tour préliminaire de qualifications pour la Coupe du monde 2018, il est maintenu à la tête de la sélection pour la Gold Cup 2015. Cependant un problème de visa l'empêche de voyager aux États-Unis afin de diriger l'équipe contre le Mexique. Son adjoint, Walter Benítez, est finalement sur le banc et assiste à la lourde défaite de Cuba (6-0). De retour pour les deux autres matches du groupe, il parvient à qualifier Cuba en quarts-de-finale, après une victoire 1-0 sur le Guatemala, malgré de nombreuses défections ayant affaibli l'équipe.
Le 18 février 2016, González Triana est remplacé à la tête de l'équipe cubaine par Julio Valero, entraîneur du CF Camagüey, champion de Cuba en titre.

## Palmarès (entraîneur)
Avec le FC Ciego de Ávila:
- Champion de Cuba en 2009-10.